# Station Irschen
Station Irschen is een spoorwegstation aan de Drautalspoorlijn in de gemeente Irschen (Oostenrijk-Karinthië).